# Alfonso Domínguez (Fußballspieler, 1965)
Alfonso Enrique Domínguez Maidana (* 24. September 1965 in Durazno) ist ein ehemaliger uruguayischer Fußballspieler.

## Karriere

### Verein
Der 1,68 Meter große Abwehrspieler Domínguez spielte mindestens noch im Januar 1985 im Bereich der OFI. Er gehörte sodann von 1985 bis 1992 zum Kader von Peñarol Montevideo. In dieser Zeit war er in den Jahren 1985 und 1986 am Gewinn von zwei uruguayischen Meistertiteln beteiligt. Mit den Aurinegros siegte er auch bei der Copa Libertadores 1987, wobei er in allen Finalpartien in der Startaufstellung stand. Bei der anschließenden Weltpokal-Finalniederlage am 13. Dezember 1987 gegen den FC Porto wirkte er ebenfalls von Beginn an mit. Während der Clausura des Jahres 1991 und in der Apertura 1993 wird er im Kader des argentinischen Hauptstadtklubs River Plate geführt. Von 1994 bis 1997 spielte er für Peñarols Erzrivalen Nacional. 1998 bis zum Karriereende im Jahr 2000 stand er in Reihen des einst in Uruguay äußerst populären und mittlerweile aufgrund Zahlungsunfähigkeit aus dem Profifußball verschwundenen „kleinen“ Vereins Huracán Buceo.

### Nationalmannschaft
Domínguez nahm mit der uruguayischen U-20-Auswahl an der U-20-Südamerikameisterschaft 1985 in Paraguay teil. Das uruguayische Team belegte dort den vierten Rang. Im Verlaufe des Turniers wurde er von Trainer Aníbal Gutiérrez Ponce siebenmal (kein Tor) eingesetzt.
Er war auch Mitglied der uruguayischen A-Nationalmannschaft. Er debütierte in der Celeste am 19. Juni 1987. Sein 31. und letztes Länderspiel absolvierte er am 25. Juni 1990. Ein Länderspieltor erzielte er nicht. In dieser Zeit nahm er an der Weltmeisterschaft 1990 teil, bei der er in allen drei Gruppenspielen und bei der Achtelfinalniederlage gegen Italien zum Einsatz kam. 1987 wurde er mit der Nationalelf Südamerikameister bei der Copa América in Argentinien. Auch gehörte er dem uruguayischen Aufgebot bei der Copa América 1989 an, die Uruguay als Zweitplatzierter beendete.

## Erfolge
- Copa América: 1987
- Copa Libertadores: 1987
- Uruguayischer Meister: 1985, 1986
- Wahl in die „Equipo Ideal de América“ von El País: 1987, 1988, 1989